# الدحثات (المشنة)

تعديل مصدري - تعديل

الدحثات هي إحدى قرى عزلة انامر اسفل بمديرية المشنة التابعة لمحافظة إب، بلغ تعداد سكانها 2110 نسمة حسب تعداد اليمن لعام 2004.